# Amietophrynus gutturalis
Cóc thường châu Phi hoặc Cóc Guttural (Amietophrynus gutturalis) là một loài cóc thuộc họ Bufonidae.
Loài này có ở Angola, Botswana, Cộng hòa Dân chủ Congo, Kenya, Lesotho, Malawi, Mauritius, Mozambique, Namibia, Réunion, Somalia, Nam Phi, Ethiopia, Swaziland, Tanzania, Zambia, và Zimbabwe.
Môi trường sống tự nhiên của chúng là rừng khô nhiệt đới hoặc cận nhiệt đới, rừng ẩm vùng đất thấp nhiệt đới hoặc cận nhiệt đới, vùng núi ẩm nhiệt đới hoặc cận nhiệt đới, xavan khô, xavan ẩm, vùng cây bụi ôn đới, subtropical hoặc tropical dry shrubland, vùng cây bụi ẩm khu vực nhiệt đới hoặc cận nhiệt đới, đồng cỏ khô nhiệt đới hoặc cận nhiệt đới vùng đất thấp, đồng cỏ nhiệt đới hoặc cận nhiệt đới vùng ngập nước hoặc lụt theo mùa, đồng cỏ nhiệt đới hoặc cận nhiệt đới vùng đất cao, sông có nước theo mùa, hồ nước ngọt, hồ nước ngọt có nước theo mùa, đầm nước ngọt, đầm nước ngọt có nước theo mùa, đất canh tác, vùng đồng cỏ, vườn nông thôn, các vùng đô thị, rừng thoái hóa nghiêm trọng, ao, và kênh đào và mương rãnh.

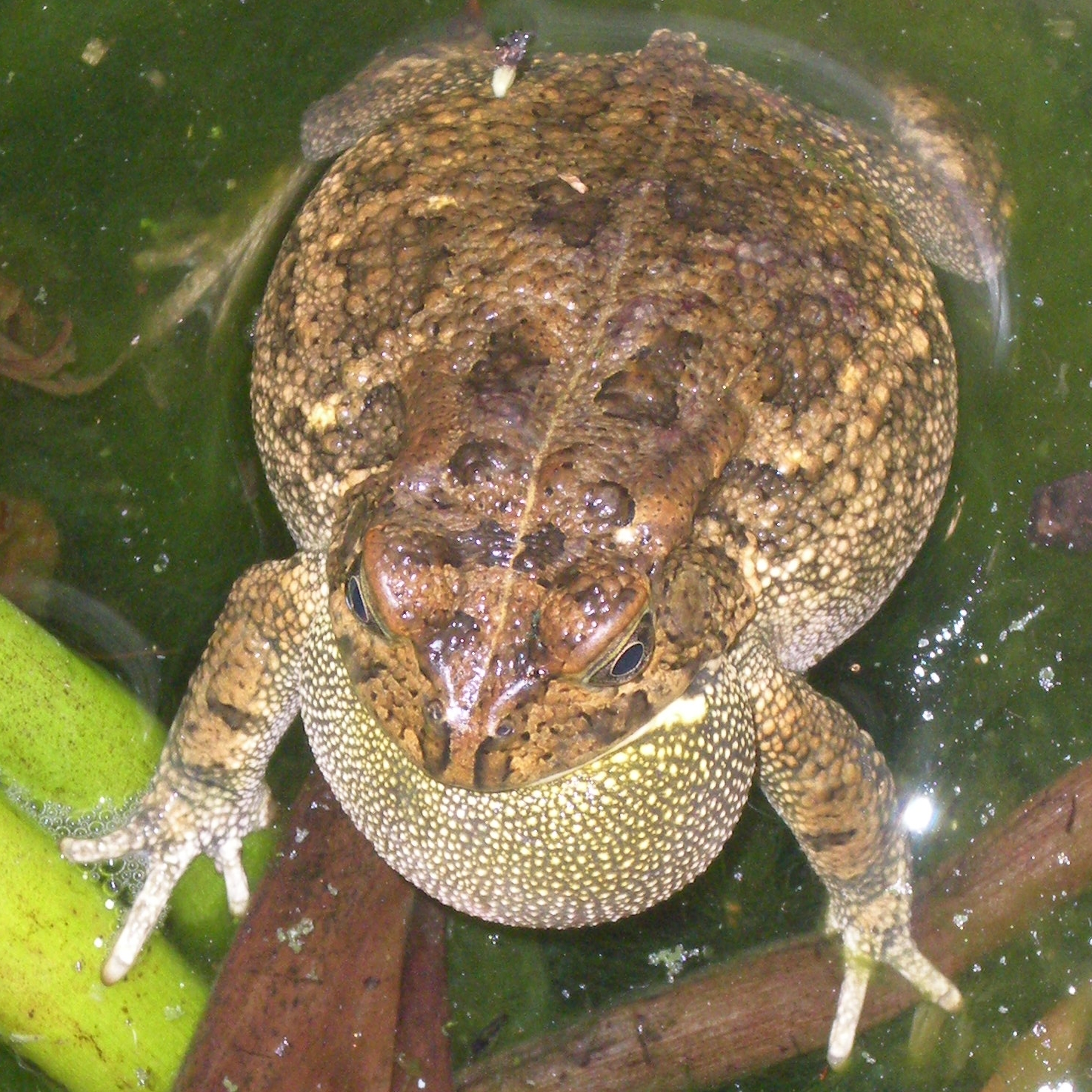
Amietophrynus gutturalis

## Hình ảnh

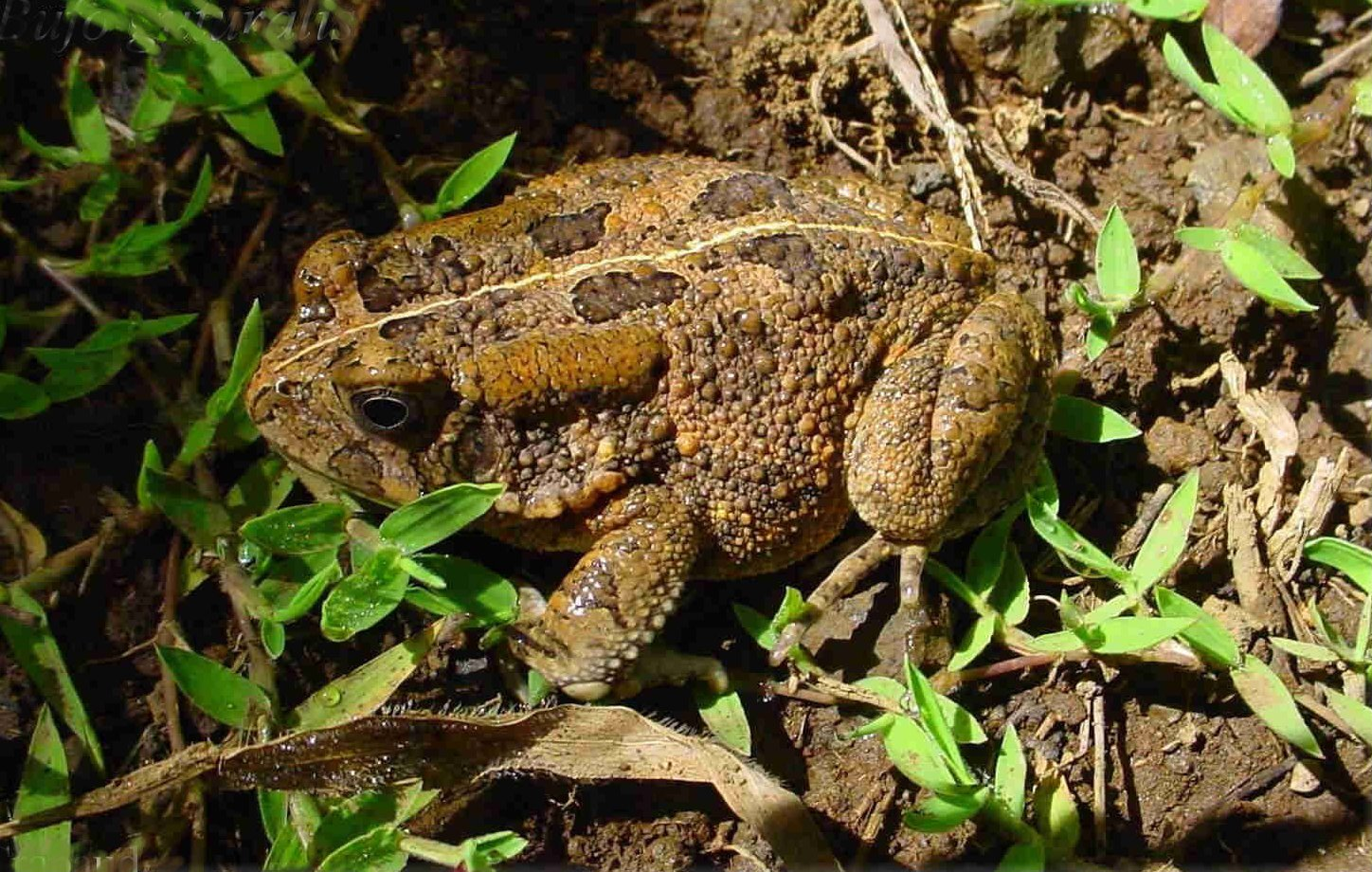
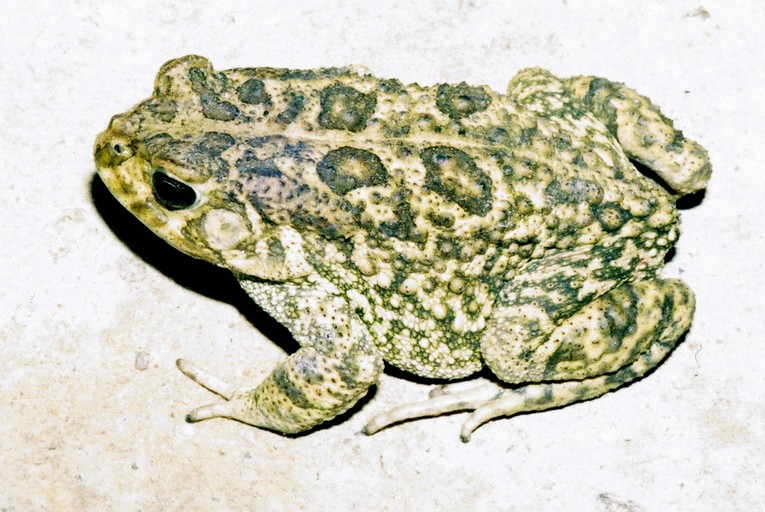